# 서킷브레이커 (주식 시장)
서킷브레이커(영어: circuit breaker)는 트레이딩 커브(trading curb)의 일종인 주식 용어이다. 트레이딩 커브(trading curb)는 주식시장에서 가격이 급격히 떨어지는 경우에 반응하여, 시장을 진정시키기 위해 매매를 일시적으로 정지시키는 것을 말한다. 

## 용어의 원래 의미
서킷브레이커는 회로 차단기에서 유래한 용어이며, 전기 회로에 과부하가 걸리거나 누전, 단락으로 인한 피해를 막기 위해 자동으로 회로를 정지시켰다가, 어느 정도 시간이 지나면 다시 켜는 원래의 기능이 동작하도록 복귀하는 장치이다. 트레이딩 커브에서 커브(curb)는 도로에서 차도와 인도를 구분하는 경계석 또는 연석을 말한다. 즉, 트레이딩 커브는 매매를 막아주는 연석 역할을 의미한다.

## 제도의 유래
서킷브레이커 제도는 1987년 10월 뉴욕증시가 대폭락한 '블랙먼데이' 이후 주식시장 붕괴를 막기 위해 처음으로 도입된 제도이다. 투자자에게 냉정함을 찾을 수 있는 시간적 여유를 주자는 취지에서 만들어졌다. 1989년 10월 뉴욕증시 폭락을 소규모로 막아낸 뒤 효과를 인정받아, 세계 각국에서 이를 도입, 시행 중이다.

## 한국
대한민국에서는 1998년 12월 7일부터 국내주식 가격제한 폭이 상하 15%로 확대되면서 서킷브레이커 제도가 도입됐다. 한국의 증시에서 서킷브레이커는 코스피 지수나 코스닥 지수가 전일 종가지수 대비 8% 이상 폭락한 상태가 1분 이상 지속하면 발동된다. 이 경우, 현물주식 뿐 아니라 선물과 옵션의 모든 주문이 20분간 일체 중단되고 이후 10분간 동시호가를 접수해서 매매를 재개한다.
2015년 6월 가격제한폭이 상하 30%로 확대되면서, 서킷브레이커가 3단계로 세분화되었다. 1단계는 최초로 종합주가지수가 전일에 비해 8% 이상 하락한 경우 발동된다. 1단계 발동시 모든 주식거래가 20분간 중단되며, 이후 10분간 단일가매매로 거래가 재개된다. 2단계는 전일에 비해 15% 이상 하락하고 1단계 발동지수대비 1% 이상 추가하락한 경우에 발동된다. 2단계 발동시 1단계와 마찬가지로 20분간 모든 거래가 중단되며, 이후 10분간 단일가매매로 거래가 재개된다. 3단계는 전일에 비해 20% 이상 하락하고 2단계 발동지수대비 1% 이상 추가하락한 경우 발동되며, 발동시점을 기준으로 모든 주식거래가 종료된다.  
코스피200 선물옵션시장에서의 서킷브레이커는 지수선물이 전일종가 대비 ±5%, 이론가 대비 괴리율이 ±3%일 경우에, 현물시장에 비해 선물시장의 과도한 등락을 막고 선물시장 안정을 도모하기 위해, 코스피지수 10% 등락과 관계없이 코스피200 선물옵션시장에 서킷브레이커가 발동된다. 이렇게 서킷브레이커가 걸리면 15분간 선물과 옵션 거래가 중단된다.
서킷브레이커는 하루에 한 차례 발동되며, 종료 40분 전(14:50) 이후에는 주가가 아무리 폭락해도 발동할 수 없다.
2016년 2월 12일 오전 11시 55분 코스닥지수가 8% 넘게 폭락하면서 서킷브레이커가 발동됐다. 폭락 원인으로는 개성공단 가동 중단과 남측 인원 추방 조치로 지정학적 리스크와 미국을 비롯한 글로벌 증시의 도미노 하락이 꼽혔다. 이날 코스닥지수는 전일보다 39.24포인트(6.06%) 떨어진 608.45로 장을 마감했다. 서킷브레이커 발동은 역대 7번째로 2011년 8월 8일, 8월 9일 이후 4년 6개월 만이었다.
2020년 3월 13일 코스닥지수와 코스피지수에 서킷브레이커와 사이드카가 무더기로 발동되었다. 폭락 원인은 코로나 19 감염증 대유행으로 인한 미국을 비롯한 글로벌 증시에 도미노 하락이 꼽혔다.
2024년, 미국의 실업률 수치가 4.3%로 예상보다 높게 나오면서 아시아 증시가 무더기로 하락하였다. 한국 증시도 이에 영향을 받아서 2020년 이후 4년만에 서킷 브레이커와 사이드카가 모두 발동되었다.

### 사이드카
서킷브레이커는 주가 급락 시 추가 폭락을 막기 위해 주식 매매 자체를 중단시키는 장치로 사이드카보다 더욱 강력한 조치다. 서킷브레이커가 증시 급변에 대응하기 위한 사후 처방이라면, 사이드카는 선물이 현물에 영향을 미치기 전에 차단하는 예방으로서의 성격이 짙다. 서킷브레이커는 증시 안정을 위한 '최후의 수단'인 셈이다.

## 미국
1987년 다우 존스의 주가가 22%나 급락하면서, 이러한 현상을 방지하기 위해서 서킷브레이커가 처음으로 미국 주식시장에 도입되었다.
2020년 3월 9일, 뉴욕 증시가 개장 직후 서킷브레이커가 발동되었다. 개장 직후 S&P 500 지수 낙폭이 7%에 달해 15분간 증시 거래가 중단되는 '서킷브레이커'가 발동되었다. 1997년 10월 27일의 이른바 피의 월요일 이후 처음이다. en:October 27, 1997, mini-crash 참조.
2020년 3월 11일, WHO가 코로나19 팬데믹을 선언했다. 역사상 3번째 팬데믹 선언이다.
2020년 3월 12일, 뉴욕 증시가 개장 직후 서킷브레이커가 발동되었다. 사흘만이다. S&P 500 지수는 오전 9시30분 6%대 폭락세로 개장한 뒤 5분 만에 7%대로 낙폭을 확대했다. WHO의 팬데믹 선언과 트럼프 대통령의 영국을 제외한 유럽인의 30일간 미국 입국금지 명령의 충격 때문이다.
2020년 3월 16일, 뉴욕 증시가 개장 직후 서킷브레이커가 발동되었다. 나흘만이다. S&P 500 지수는 오전 9시30분 7%대 폭락세로 개장한 뒤 11.98%로 낙폭을 확대했다. 3월 14일 제로 금리 선언을 해도 약발이 안 들었다. 500지수가 10%이상 폭락한건 1987년 10월 19일 발생한 블랙 먼데이 이후 처음이다.
2020년 3월 18일, 뉴욕 증시가 개장 직후 서킷브레이커가 발동되었다. 이번달 4번째 서킷브레이커다.
2020년 3월의 10일 동안 총 4번의 서킷브레이커가 발동되었으며, 이는 전후무후한 일이였다.

## 같이 보기
- 사이드카 (주식 시장)
- 트레이딩 커브
- 1월 효과(영어판)